# Dealul Firtuș
Dealul Firtuș este o arie protejată de interes național ce corespunde categoriei a IV-a IUCN (rezervație naturală de tip forestier și floristic), situată în estul Transilvaniei, pe teritoriul județului Harghita.

## Localizare
Aria naturală se află în sud-vestul județului Harghita (în partea nordică a satului Firtușu), pe teritoriul administrativ al comunei Corund, în apropierea drumului județean DJ136B; care leagă localitatea Păuleni de Inlăceni.

## Descriere

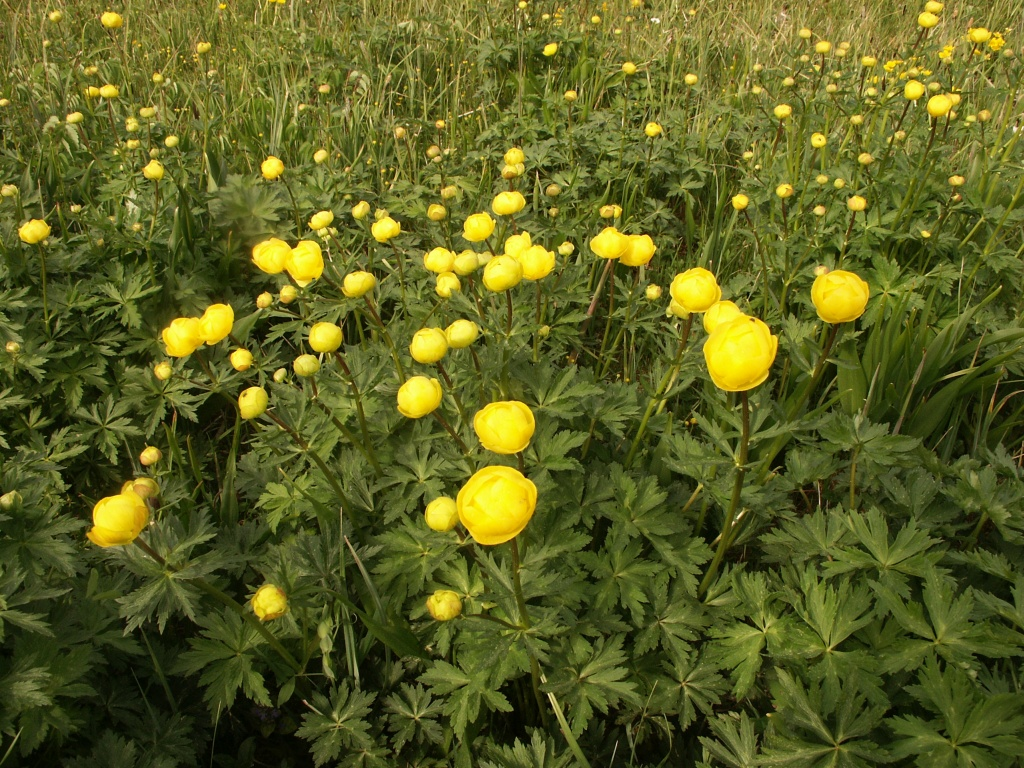
Bulbuc de munte (Trollius europaeus)

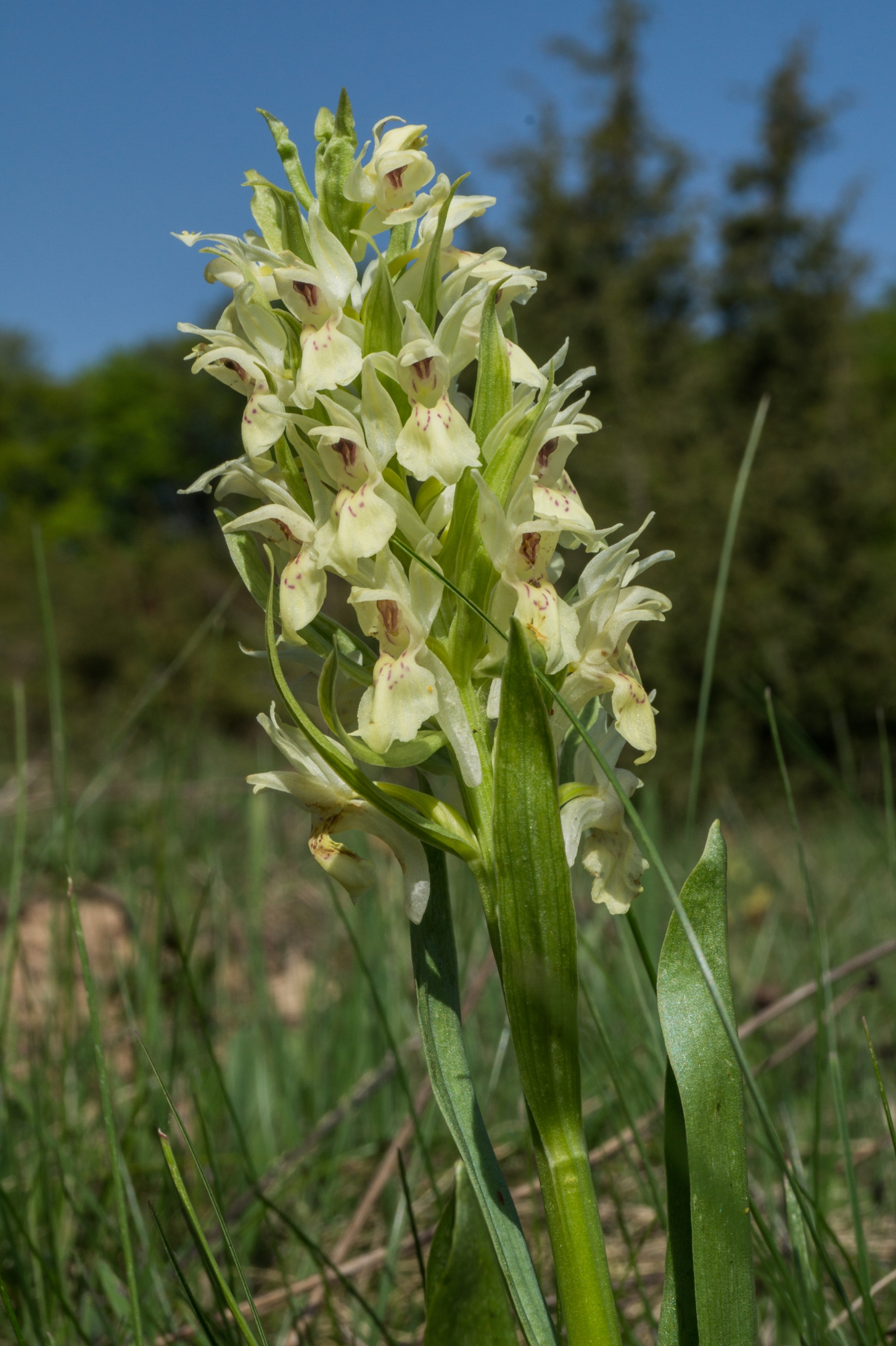
Dactylorhiza sambucina din rezervație

Rezervația naturală a fost declarată arie protejată prin Legea Nr.5 din 6 martie 2000 (privind aprobarea Planului de amenajare a teritoriului național - Secțiunea a III-a - zone protejate), publicată în Monitorul Oficial al României, Nr.152 din 12 aprilie 2000 și se întinde pe o suprafață de 40 hectare. Aceasta este inclusă în aria de protecție specială avifaunistică - Dealurile Târnavelor și Valea Nirajului.
Dealul Firtuș prezintă un areal cu formațiuni geologice (Calul lui Firtos), pâlcuri de pădure și o zonă  mlăștinoasă acoperită cu arbusti de arin (Alunus glutinosa). 
La nivelul ierburilor vegetează câteva specii floristice protejate prin Directiva Consiliului European 92/43/CE (anexa I-a) din 21 mai 1992 (privind conservarea habitatelor naturale și a speciilor de faună și floră sălbatică); printre care: Orchis coriophora, o specie de floristică ce aparține familiei Orchidaceaelor, bozior (Dactylorhiza sambucina), bulbuc de munte (Trollius europaeus), taulă (Spiraea salicifolia), papucul doamnei (Cypripedium calceolus), săbiuță (Gladiolus imbricatus), garofiță (Dianthus superbus) sau coada șoricelului (Achillea impatiens).